# Manuscrit Carlo G

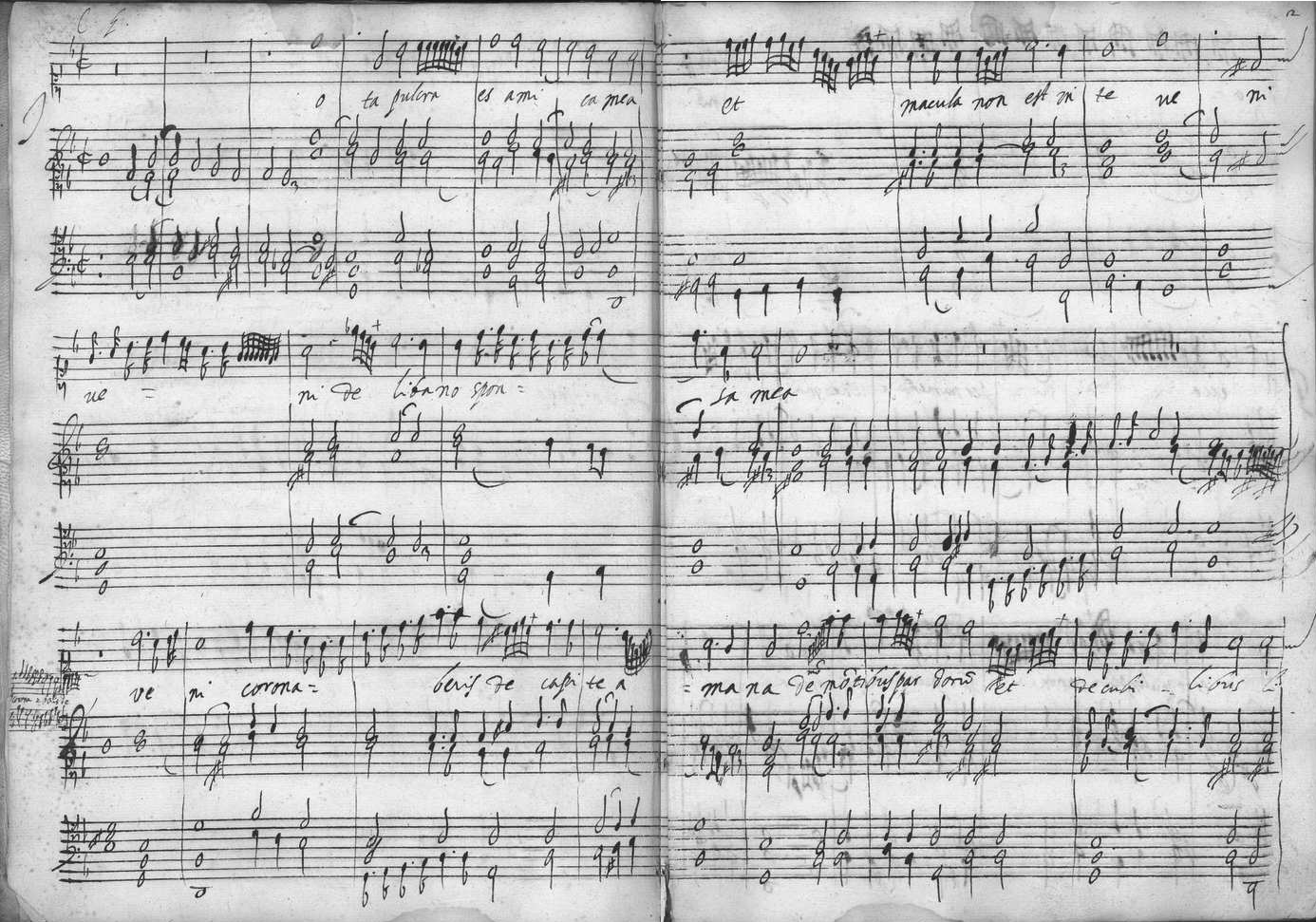
La première pièce du manuscrit Carlo G.

Le manuscrit Carlo G est un recueil de musique virtuose liturgique du début du XVIIe siècle. Il est destiné à une ou deux voix avec accompagnement d'orgue. L'essentiel des pièces est attribuable à Carlo G, mais figurent aussi quelques œuvres de contemporains qui sont des unica.
Le manuscrit a été découvert sur un marché aux puces à Baden près de Vienne, au début des années 2000. Puis il est vendu chez Sotheby's en 2007 et acquis par un particulier anonyme. Une numérisation a été effectuée et est disponible librement sur le web, pour l'étude et l'interprétation. Elam Rotem a réalisé la première édition moderne d'un choix de 27 pièces et un enregistrement avec son ensemble, Profeti della Quinta, pour le label Glossa en 2016.

Sur la base des saints mentionnés dans les textes et des indices de pratiques locales à deux orgues, le musicologue italien Arnaldo Morelli de l’Università Degli Studi Dell'Aquila a émis l'hypothèse que le manuscrit a peut-être été rédigé à Bologne à l'usage de certains couvents féminins de la ville, dont celui de Santa Cristina della Fondazza, renommé pour son activité musicale entre les XVIe et XVIIe siècles. L'auteur conclut son papier avec ces mots : 

« Le manuscrit éclair sur la réalité vécue de la pratique musicale à l'intérieur des couvents féminins et monastères d'une importante ville italienne au début de l'ère moderne. »

Le G ne fait pas référence à Carlo Gesualdo. La lecture la plus complète du nom est : Carlo Gra[…] ou Carlo Grat[…], selon le catalogue Sotheby's. On peut supposer encore un début de z sous la tache effaçant le nom pour Carlo Graz[…], ce qui offre en onomastique deux solutions (avec leurs variantes peu nombreuses) : Graziani et Grazioli. Le De bello Cyprio libri V, Rome, 1614, ouvrage rédigé par le nonce Antonio Maria Graziani (1537-1611)  est édité à titre posthume par son neveu Carlo Graziani comme le dit la préface même du Pape Urbain VIII (1568-1644). Cette piste n'a pas été encore exploitée, mais pourrait correspondre au profil d'une personne à la position haute et peu encline à se faire éditer soi-même comme musicien, toute occupée à faire paraître un ouvrage plus important. À ce propos, étant donné que le manuscrit a très probablement été rédigé à Bologne et n'a aucune relation avec Rome, Morelli a émis l'hypothèse d'identifier "Carlo Gra" avec le noble bolognais Carlo Grati.

## Description

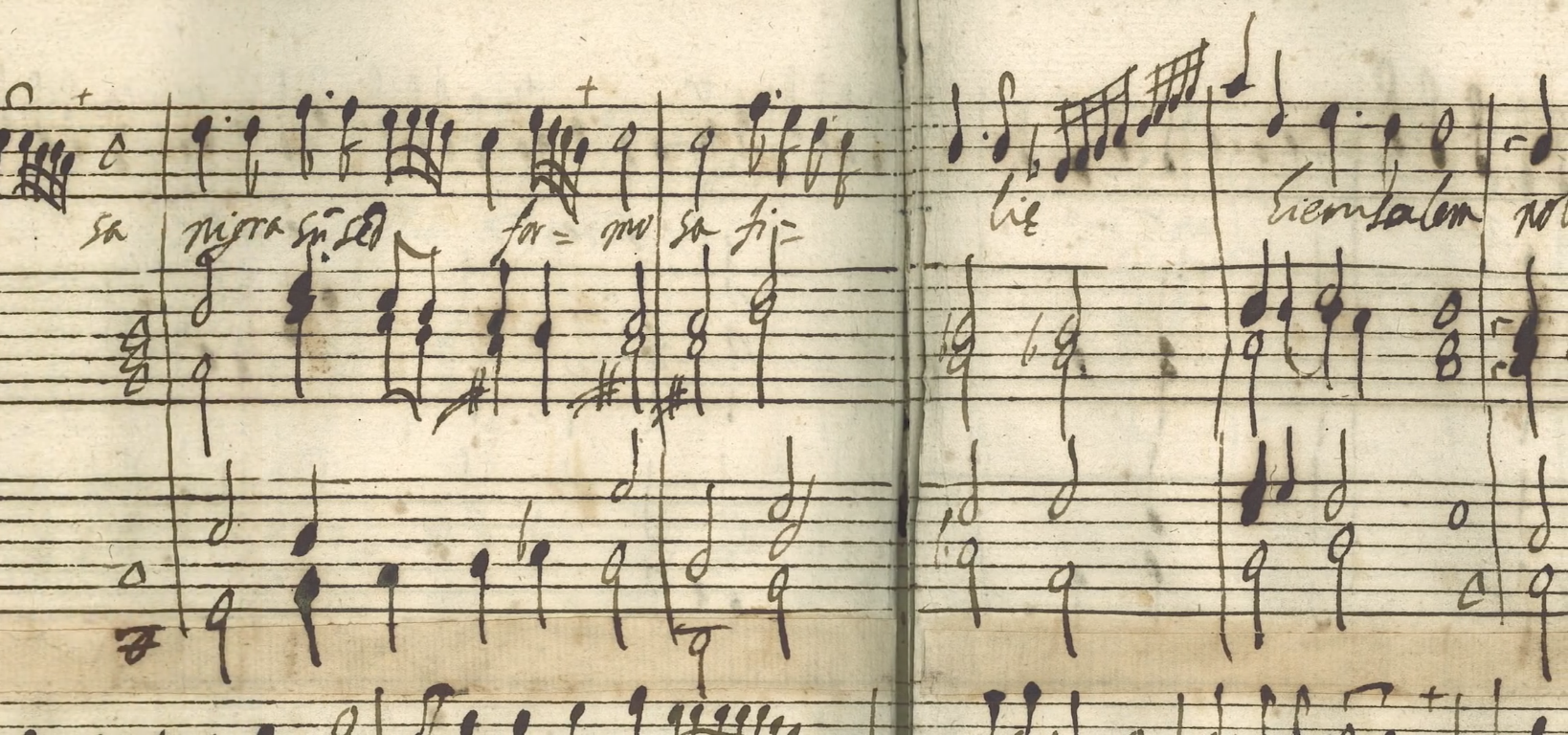
Incipit du Nigra sum de Carlo G.

Le manuscrit daté du début du XVIIe siècle, comporte environ 300 pages qui présentent des monodies et des duos richement ornementés (passaggato), avec un accompagnement d'orgue. La partition est beaucoup plus riche que d'autres sources de l'époque, notées plus simplement, laissant à l'interprète le soin d'ornementer sa partie vocale lors de l'exécution. Ainsi le manuscrit livre de précieux indices permettant de se faire une idée des pratiques des musiciens professionnels. Il s'agit probablement de l’une des sources les plus substantielles que nous ayons de cette époque.
Les textes sont en latin, sauf pour la pièce de Giulio Caccini, Benché sovra le stelle (fos 8v-9r), le compositeur apparaît sous le nom de « Giulio Romano » dans le manuscrit. Selon le style musical et les compositeurs présents dans le recueil, il s'agit d'un manuscrit écrit dans la période 1600–1620.
Certaines pièces du manuscrit requièrent un violon, généralement comme alternative à l’une des voix des duos vocaux. L'écriture est alors dans un registre plus aigu et plus rapide que pour la voix, par exemple dans Mater Hierusalem et Panis Angelicus. Si la plupart des pièces semblent composées pour un effectif réduit (voix seule et orgue) comme le Sub umbra illius, plusieurs pièces sont manifestement des arrangements d'œuvres conçues à l'origine pour six à huit voix, comme par exemple le Veni dilecte mi d'un compositeur anonyme arrangé par Carlo G. 

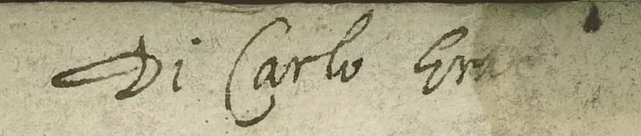
Signature de Carlo G, en titre de la table du manuscrit.

Outre les compositions de Carlo G. le recueil comprend des pièces de Bartolomeo Barbarino (Il secondo Libro delli Motetti di Bartholomeo, Venise, 1614/1615), Giulio Caccini, Girolamo Giacobbi, Luca Marenzio (Il quarto libro de madrigali a sei voci, Venise, 1587), Paolo Quagliati et des anonymes. Certains textes originaux ont été remplacés par d'autres en latin (contrafactum). Toutes ces pièces sont pour l'instant des unica, excepté l'œuvre de Marenzio.
La dernière des pièces de Carlo G., Miserere mei (fos 159r sqq) ne figure pas dans la table des matières.

## Contenu
| folios           | compositeur          | titre | texte                                    | notes |
| ---------------- | -------------------- | --- | ---------------------------------------- | --- |
| 1v-3r            | Carlo G.             | Tota Pulchra es                                                                                                  | Cantique des cantiques, 4:7-8            | pour une voix |
| 2v-4r            | Carlo G.             | Peccavi super numerum                                                                                            |                                          | pour une voix |
| 5v-7r103v-104r   | Carlo G.             | Adiuro vos, filiae Hierusalem                                                                                    | Cantique des Cantiques, 2:7              | pour une voixversion en tablature pour chitarrone                                                                                    |
| 6v-8r            | Bartolomeo Barbarino | Cantate Domino canticum novum                                                                                    | Psaume 149:1-2                           | pour une voix |
| 8v-9r            | Giulio Caccini       | Benché sovra le stelle cantin gloria al tuo nome angeli santi/Deus Dominus meus tibi gloria canunt angeli sancti |                                          | pour une voix. La présence de la traduction latine est nécessaire pour l'usage lors de l'office liturgique.                          |
| 9v-12r           | Paolo Quagliati      | Alma mater pietatis                                                                                              |                                          | pour une voix |
| 16v-17r          | Girolamo Giacobbi    | Luce gratiae tuae                                                                                                |                                          | pour une voix |
| 18v-19r105v-106r |                      | Ego Flos Campi                                                                                                   | Cantique des Cantiques, 2:1-3            | pour une voixversion en tablature pour chitarrone                                                                                    |
| 29v-31r          | Carlo G.             | Confiteor Deo |                                          | pour une voix. Mention « il coro è a 8 voci » (In te Domine speravi) puis « il coro è a 7 voci » (Ecce nunc benedicite).             |
| 37v-39r106v-107r | Carlo G.             | Convertisti planctum                                                                                             | Psaume 27:12-13                          | pour une voixversion en tablature pour chitarrone                                                                                    |
| 53v-55r          | Luca Marenzio        | Sic parasti cor meum                                                                                             |                                          | pour une voix. Se bramate ch’io mora, extrait du Il quarto libro de madrigali a sei voci, Venise, 1587                               |
| 55v-60r          | anonyme              | Veni dilecte mi                                                                                                  | Cantique des Cantiques 7:11-12 et 4:9-10 | pour deux voix |
| 66v-68r          |                      | Amor Jesu dulcissime                                                                                             |                                          | pour deux voix |
| 68v-71r          | Carlo G.             | Mater Hierusalem                                                                                                 |                                          | pour deux voix |
| 71v-78r          | Carlo G.             | Non turbetur cor vestrum                                                                                         |                                          | pour quatre voix et deux orgues |
| 78v-82r          | Carlo G.             | Florete flores                                                                                                   | L'Ecclésiastique 39:19-20                | pour deux voix, précédé d'une Toccata per Florete Flores con due organi.                                                             |
| 111v-113r        | Carlo G.             | Nigra sum | Cantique des Cantiques, 1:4-6            | |
| 113v-114r        | anonyme              | Astitit regina                                                                                                   |                                          | |
| 118v-120r        | Carlo G.             | Quam dilecta | Psaume 83:2-3, 5                         | |
| 119v-122r        |                      | Benedictus Deus                                                                                                  |                                          | |
| 131v-132r        | Carlo G.             | Iste est qui ante Deus                                                                                           |                                          | |
| 132v-134v        | Carlo G.             | Sub umbra illius                                                                                                 | Cantique des Cantiques, 2:3-5            | |
| 145r-146v        | Carlo G.             | Panis angelicus                                                                                                  |                                          | pour deux voix, précédé d'une Toccata al mottetto Panis Angelicus con violino Chitte et lira, et basso di viola                      |
| 147r-149r        | Carlo G.             | Sicut sponsus matris                                                                                             |                                          | pour deux voix avec mention : « A 6 per sonar quattro viole et cantar due soprani. le parti sono su’l libro / due voci et 4 viole ». |
| 151v-152r        |                      | Hec est virgo |                                          | pour une voix |
| 155r-157r        | Carlo G.             | Ego dormio et cor meum vigilat                                                                                   | Cantique des Cantiques, 5:2-3,6          | pour deux voix (et deux orgues). |
| 159r…            | Carlo G.             | Miserere mei | Psaume 50                                | pour deux voix |

## Partition moderne
Elam Rotem a réalisé la première édition moderne d'un choix de pièces extraites du manuscrit Carlo G, disponible sur l'International Music Score Library Project en licence Creative Commons Attribution : The Carlo G Manuscript (ca. 1600–1620). Selected pieces, Bâle 2016.

## Enregistrement
- Ens. Profeti della Quinta ; Perrine Devillers, soprano ; Doron Schleifer, ténor ; Plamena Nikitassova, violon ; Jörg-Andreas Bötticher, orgue (XVIIe siècle) de l'église Santi Eusebio e Vittore de Peglio ; dir. Elam Rotem (26-27 avril/2-6 mai 2016, Glossa GCD922516)[9] (OCLC 987333931)

## Sources
- Elam Rotem, « The Carlo G manuscript », Basler Jahrbuch für Historische Musikpraxis, Winterthur/Zurich, Amadeus, vol. 2015, no 39,‎ 2017 (OCLC 613282267)
- (en) Elam Rotem, The Carlo G Manuscript (ca. 1600–1620). Selected pieces, Bâle, Elam Rotem, 2016, 91 p., iv–xv
- Elam Rotem (trad. Laure Spaltenstein), « Le manuscrit Carlo G », p. 10–13, Glossa (GCD922516), 2017 (Lire en ligne) .
- (en) Elam Rotem, The Carlo G manuscript : New light on early seventeeth century accompaniment and diminution pratctices, dans Groß Geigen um 1500 ; Orazio Michi und die Halfe um 1600, Schwabe Verlag, Bâle 2020 [extrait en ligne]
- (en) Arnaldo Morelli, « “Divini concerti musicali […] di diverse monache”. New Light on the Origin and Context of the Carlo G Manuscript », dans Martina Papiro (ed.), Stimme – Instrument –Vokalität. Blicke auf dynamische Beziehungen in der Alten Musik, Bâle, Schwabe, coll. « Basler Beiträge zur Historische Musikpraxis » (no 41), 2021, 274 p. (ISBN 978-3-7965-4078-3, OCLC 1296370417, DOI 10.24894/978-3-7965-4392-0, lire en ligne), p. 245-260.